# 界牌镇 (绵阳市)
界牌镇，是中华人民共和国四川省绵阳市安州区下辖的一个乡镇级行政单位。

## 行政区划
界牌镇下辖以下地区：
青安社区、永丰村、竹林村、金凤村、石安村、五显村、龙集村、西明村和石岭村。